# Пастушок гнідий
Пастушок гнідий (Aramides wolfi) — вид журавлеподібних птахів родини пастушкових (Rallidae). Мешкає в Південній Америці. Вид названий на честь німецького натураліста Теодора Вольфа.

## Опис
Довжина птаха становить 33-36 см. Голова попелясто-сіра, горло білувате. Потилиця, верхня частина спини і нижня частина тіла рудувато-коричневі, решта тіла блідо-оливково-бура. Надхвістя, хвіст і гузка чорні. Очі і лапи червоні, дзьоб зеленуватий, зверху біля основи жовтий.

## Поширення і екологія
Гніді пастушки мешкають на заході Колумбії (переважно в горах Серранія-де-Баудо, востаннє спостерігалися у 1996 році), на заході Еквадору та на крайньому північному заході Перу (Тумбес, востаннє спостерігалися у 1977 році). Вони живуть переважно в мангрових лісах, а також у вологих тропічних лісах, на берегах річок, на болотах і в заболочених лісах, на висоті до 1300 м над рівнем моря.

## Збереження
МСОП класифікує цей вид як вразливий. За оцінками дослідників, популяція гнідих пастушків становить від 1500 до 4000 птахів. Їм загрожує знищення природного середовища.